# Teddy Glennon
Joseph Edward "Teddy" Glennon (17 tháng 10 năm 1889 – 26 tháng 6 năm 1926) là một cầu thủ bóng đá và vận động viên cricket người Anh.
Ông sinh ra ở Whitwick và mất ở Sheffield. Là một vận động viên cricket ông hoạt động năm 1921 và thi đấu cho Leicestershire. Ông xuất hiện trong 2 trận đấu first-class và ghi 12 runs với điểm cao nhất là 7. Ông cũng là một cầu thủ bóng đá và thi đấu ở vị trí tiền đạo tầm xa cho Sheffield Wednesday.